# Абуданж
Абуданж (фр. Haboudange) је насеље и општина у североисточној Француској у региону Лорена, у департману Мозел која припада префектури Шато Сален.
По подацима из 2011. године у општини је живело 284 становника, а густина насељености је износила 27,05 становника/km². Општина се простире на површини од 10,5 km². Налази се на средњој надморској висини од 303 метара (максималној 305 m, а минималној 210 m).

## Демографија
| 1962. | 1968. | 1975. | 1982. | 1990. | 1999. | 2011. |
| ----- | ----- | ----- | ----- | ----- | ----- | ----- |
| 196   | 219   | 202   | 224   | 224   | 239   | 284   |

График промене броја становника у току последњих година